# الرقاما
الرقاما یک منطقهٔ مسکونی در سوریه است که در استان حمص واقع شده‌است.

## خصوصیات
الرقاما ۳٬۹۰۰ نفر جمعیت دارد.